# 보르네오과일박쥐
보르네오과일박쥐(Aethalops aequalis)는 큰박쥐과에 속하는 박쥐의 일종이다. 동말레이시아와 브루나이에서 발견된다. 일부 저자는 피그미과일박쥐(Aethalops alecto)의 아종으로 간주한다.